# 朱雀山国家森林公园
朱雀山国家森林公园是位于中国吉林省吉林市丰满区的一个国家森林公园。该森林公园以朱雀山为中心设置，占地面积5662公顷，最高点为朱雀山顶峰，海拔871米。该国家森林公园成立于2001年，于2019年9月被认定为国家4A级旅游景区。

## 历史
朱雀山国家森林公园的前身为松花湖实验林场（或称松花湖国有林保护中心，以下简称林场）。林场成立于1957年，位于松花湖北部，有林地面积6533公顷，均属于水源涵养林、水土保持林和风景林，其中天然林面积占80%。2005年以前，林场的生产经营以采伐天然林为主，是典型的生产经营型林场。随着可采资源的锐减和经营思维方式的转变，林场开始筹划设置国家森林公园，发展森林旅游业，逐渐转型为生态公益型林场。
与此同时，借助朱雀山的天然森林资源和作为“吉林四山”的传说与名声，旅游业也开始发展起来。1980年代后期，出身朱雀山下的孟家村的退伍军人冯玉怀担任丰满乡孟家村党支部书记。从1990年起，在其带领下，孟家村开始整顿村容村貌，发展旅游业，依托朱雀山建成“朱雀山庄”，1994年时，每年可接待游客6万人，旅游业纯收入20万元。
1998年，林场以180万元资金一次性买断朱雀山大门及其以内的所有原孟家村委会所属的集体资产和建筑设施等，收回朱雀山公园经营权。2001年11月，朱雀山国家森林公园获得国家林业局的批准成立。为保护森林资源，2010年10月，吉林市人民政府决定停止林场的经营性采伐活动，由市财政每年向林场固定补助300万元。
2016年10月，朱雀山国家森林公园被吉林省旅游局取消国家4A级旅游景区资质；经三年整改，2019年9月，朱雀山国家森林公园重新被吉林省文化和旅游厅认定为国家4A级旅游景区。
2020年5月12日，因2019冠状病毒病在吉林市再次爆发，朱雀山国家森林公园闭园，至6月9日重新开园。

## 景观
朱雀山国家森林公园占地面积5662公顷，森林覆盖率达97%。园区包括以寻梦峰、神猪石、神鹰石为主的自然奇石观赏区；以百花争艳、林间溪流、红叶雾凇为主的自然生态旅游区；以大型庙宇菩提寺、古化石博物馆为主的人文观赏区；以朱雀湖、艺术长廊、森林会客厅为主的休闲娱乐区；以登山、滑雪、拓展为主的运动体验区。至2017年，园区开发人工湖一处、艺术长廊一处、人工攀岩墙一座、狩猎场一处、自然景观45处、人工景观30处，并建有大型滑雪场，雪场占地5万平方米。山下有附设民宿、农家乐等农村民俗体验为主的服务设施。路口西400米处为明代阿什哈达摩崖石刻迹及附建之明清船厂历史博物馆。